# Nakadōri-jima
Nakadōri-jima (japanisch 中通島) ist eine Insel im Süden Japans, die zu den Gotō-Inseln zählt.

## Geographie
Nakadōri-jima ist mit einer Fläche von 168,34 km² und einem Umfang von 278,8 km die zweitgrößte Insel der Gruppe. Sie liegt innerhalb der Präfektur Nagasaki und etwa 55 km westlich von Sasebo auf Kyūshū. Der höchste Punkt der Insel liegt auf 439,2 m. Stand 2020 hatte Nakadōri-jima 16.132 Einwohner. Teile der Insel gehören zum Saikai-Nationalpark.
| Jahr      | 1995   | 2000   | 2005   | 2010   | 2015   | 2020   |
| Einwohner | 26.938 | 24.992 | 22.834 | 20.167 | 18.026 | 16.132 |

## Kultur
Im Süden der Insel befindet sich auf dem Gelände des Narao-Schreibs im Ort Narao der Narao no Akō. Der als Naturdenkmal ausgewiesene Feigenbaum soll rund 670 Jahre alt sein und ist der größte seiner Art in Japan.

## Wirtschaft
Die Stachelmakrelenart Seriola quinqueradiata wird in Aquakulturen gezüchtet.

## Verkehr
Nakadōri-jima ist über jeweils eine Brücke mit Wakamatsu-jima (若松島) im Südwesten und Kashiragashima (頭ヶ島) im Osten verbunden. Zudem gibt es mehrere Fährverbindungen zu anderen Gotō-Inseln und nach Kyūshū.